# 滋賀県庁
滋賀県庁（しがけんちょう）は、地方公共団体である滋賀県の行政機関。1876年から1881年までは旧若狭国および越前国敦賀郡（嶺南）も管轄していた。

## 概要
面積の6分の1が琵琶湖で占められている滋賀県では、琵琶湖との共生を目指した環境政策を推進しており、県庁部局に「琵琶湖環境部」を設置して環境保全政策に取り組んでいる。行財政改革の一環で、2009年3月31日付けで各地域に設置されていた地域振興局（出先機関）を廃止し、各分野の事務所を主要地域に設置している。

## 組織[1]
- 知事
  - 副知事
    - 知事公室
      - 秘書課、広報課、防災危機管理局

    - 総合企画部
      - 企画調整課、新駅問題・特定プロジェクト対策室、国際課、県民活動生活課、CO2ネットゼロ推進課、人権施策推進課、情報政策課、統計課

    - 総務部
      - 総務課、私学・県立大学振興課、人事課、行政経営推進課、総務事務・厚生課、財政課、債権回収特別対策室、税政課、地方税徴収対策室、市町振興課、検査課、事業課

    - 文化スポーツ部
      - 文化芸術振興課、文化財保護課、彦根城世界遺産登録推進室、スポーツ課、国スポ・障スポ大会課、競技力向上対策課

    - 琵琶湖環境部
      - 環境政策課、琵琶湖保全再生課、循環社会推進課、最終処分場特別対策室、下水道課、森林政策課、県産財流通推進室、全国植樹祭推進室、森林保全課、自然環境保全課、生物多様性戦略推進室、鳥獣対策室

    - 健康医療福祉部
      - 健康福祉政策課、医療政策課、感染症対策課、ワクチン接種推進室、健康寿命推進課、医療福祉推進課、障害福祉課、薬務課、生活衛生課、医療保険課、子ども・青少年局

    - 商工観光労働部
      - 商工政策課、中小企業支援課、モノづくり振興課、企業立地推進室、労働雇用政策課、女性活躍推進課、観光振興局

    - 農政水産部
      - 農政課、食のブランド推進課、農業経営課、畜産課、水産課、耕地課、農村振興課

    - 土木交通部
      - 監理課、技術管理課、交通戦略課、県東部地域公共交通支援室、道路整備課、道路保全課、砂防課、都市計画課、公園緑地室、住宅課、建築課、流域政策局、丹生水源地域整備推進室

    - 会計管理局
      - 会計課、管理課

    - 企業庁
      - 経営課、施設整備課、浄水課

    - 病院事業庁
      - 経営管理課、総合病院、小児保健医療センター、精神医療センター

    - 議会事務局（滋賀県議会）
      - 総務課、議事課、政策調査課

    - 教育委員会（滋賀県教育委員会）
    - 公安委員会（滋賀県公安委員会）
      - 警察本部

    - 選挙管理委員会事務局
    - 監査委員事務局
    - 人事委員会事務局
    - 労働委員会事務局
    - 収用委員会事務局
    - 海区漁業調整委員会
    - 内水面漁場管理委員会

## 県事務所
- 大津合同庁舎（大津市）
- 南部合同庁舎（草津市）
- 甲賀合同庁舎（甲賀市）
- 東近江合同庁舎（東近江市）
- 湖東合同庁舎（彦根市）
- 湖北合同庁舎（長浜市）
- 木之本合同庁舎（長浜市）
- 高島合同庁舎（高島市）

## 主な出先機関
- 総務部
  - 県税事務所（西部、南部、中部、東北部）
  - 自動車税事務所
- 琵琶湖環境部
  - 環境事務所（南部、甲賀、東近江、湖東、湖北、高島）
  - 森林整備事務所（西部・南部、甲賀、中部、湖北）
- 健康医療福祉部
  - 健康福祉事務所・保健所（南部、甲賀、東近江、湖東、湖北、高島）
- 農政水産部
  - 農業農村振興事務所（大津・南部、甲賀、東近江、湖東、湖北、高島）
- 土木交通部
  - 土木事務所（大津、南部、甲賀、東近江、湖東、長浜、木之本、高島）
- 病院事業庁
  - 滋賀県立総合病院
  - 滋賀県立小児医療センター
  - 滋賀県立精神医療センター